# ابن حيويه
أبو عمر محمد بن العباس بن محمد بن زكريا بن يحيى البغدادي الخزاز (295 هـ - 382 هـ) المشهور بـ ابن حيويه من رواة الحديث الثقات.

## سيرته
ولد سنة خمس وتسعين ومائتين، وروى الكتب المطولة. كان ابن حيويه مكثرًا، وكان فيه تسامح، ربما أراد أن يقرأ شيئا ولا يكون أصله قريبا منه، فيقرؤه من كتاب أبي الحسن بن الرزاز لثقته بذلك الكتاب. ومات في ربيع الآخر سنة اثنتين وثمانين وثلاثمائة.

## روايته للحديث
- روى عن: أبا بكر محمد بن محمد الباغندي، ومحمد بن خلف بن المرزبان، وعبد الله بن إسحاق المدائني، وأبا القاسم البغوي، وابن أبي داود، وعبيد بن المؤمل، وعبيد الله بن عثمان العثماني صاحب ابن المديني، وبدر بن الهيثم، وأبا حامد الحضرمي، ومحمد بن هارون بن المجدر، وطبقتهم.
- حدث عنه: أبو بكر البرقاني، وأبو الفتح بن أبي الفوارس، وأحمد بن محمد العتيقي، وأبو محمد الخلال، وعلي بن المحسن التنوخي، وأبو محمد الجوهري، عبد الغني الحافظ.[1]